# Andreas Kossiski
Andreas Kossiski (* 11. Juni 1958 in Itzehoe) ist ein deutscher Politiker (SPD). Von 2012 bis 2022 war er Abgeordneter des Landtags Nordrhein-Westfalen.

## Leben und Wirken
Andreas Kossiski war von 1974 bis 2003 als Beamter der Polizei Schleswig-Holstein tätig, unter anderem als Persönlicher Referent der dortigen Innenminister Hans Peter Bull und Ekkehard Wienholtz. In dieser Zeit absolvierte er ein Studium an der Polizeiführungsakademie in Münster und an der Universität Freiburg (Schweiz) im Diplom-Studiengang Fundraising. Darüber hinaus wirkte er von 2001 bis 2003 abgeordnet im Aufbaustab des Deutschen Forums für Kriminalprävention in Bonn. 2003 wechselte er als Beamter zum Land Nordrhein-Westfalen. Bis Juni 2004 war Kossiski Leiter der Führungsstelle in der Polizeiinspektion Nordwest für die Stadtbezirke Chorweiler und Nippes im Polizeipräsidium Köln. Danach wurde er umgesetzt zur Leitungsassistenz im Rahmen des beginnenden Modellversuchs anderer Führungsstrukturen beim Polizeipräsidium Köln (Aufgabengebiet: Strategie und Controlling). Ab März 2006 war er im Leitungsstab des Polizeipräsidiums Köln tätig (Dezernentenaufgabe für die Sachgebiete Pressestelle und Öffentlichkeitsarbeit). 2008 übernahm er die Leitung der Verkehrsinspektion 2 in Köln.
Von 2009 bis 2017 war Kossiski Vorsitzender des DGB in der Region Köln-Bonn sowie Mitglied im DGB-Bezirksvorstand Nordrhein-Westfalen.
Kossiski ist seit 1978 Mitglied der SPD. Er war Mitglied des Kreisvorstandes der Jusos im Kreis Steinburg, Vorsitzender des Ortsvereins und Mitglied des Gemeinderats in Lägerdorf. Seit 2011 war er Beisitzer im Unterbezirksvorstand der SPD Köln. Bei der Landtagswahl 2012 gewann er das Direktmandat im Wahlkreis Köln IV. Am 19. November 2013 wurde Kossiski als ordentliches Mitglied in die sich konstituierende NRW-Verfassungskommission berufen, die sich einer Reform der nordrhein-westfälischen Verfassung widmete.
Bei der Landtagswahl 2017 konnte Kossiski das Direktmandat in seinem Kölner Wahlkreis verteidigen und erneut in den Landtag einziehen. Dort war er Mitglied des Innen- und Sportausschusses. Nach der Landtagswahl 2022 schied er aus dem Landtag aus.
Am 15. Februar 2020 nominierte die SPD Köln Kossiski als ihren Oberbürgermeisterkandidaten für die Kommunalwahl 2020. Er gelangte in die Stichwahl gegen die amtierende Oberbürgermeisterin. In der Stichwahl am Sonntag, den 27. September 2020, unterlag Andreas Kossiski der amtierenden Oberbürgermeisterin Henriette Reker mit 18,6 % Abstand.
Kossiski lebt mit seiner Frau in Köln und ist Vater zweier erwachsener Söhne.